# Pali Text Society
Pāli Text Society är ett samfund för textutgivning som grundades 1881 av den brittiske indologen Thomas William Rhys Davids ”för att uppmuntra och utveckla studiet av texter på språket pali”. Samfundet ger ut palitexter i original (med latinska bokstäver) och i engelsk översättning.
Pāli är släkt med sanskrit, men härstammar inte direkt från detta; snarare från en folklig fornindiska som var närmare släkt med vediskan än med sanskrit. Pali är också buddhismens äldsta källspråk, på vilket Theravada-buddhismens texter finns bevarade.
Samfundet samlade och utgav först latinska versioner av ett stort antal palitexter, inklusive Palikanonen och rikligt med kommentarmaterial till detta. Samfundet publicerar också översättningar av många palitexter, men också ordböcker, konkordanser, universitetslitteratur för studenter och en tidskrift.

## Historik
Thomas William Rhys Davids var en av tre brittiska tjänstemän som var posterade i Sri Lanka (som då hette Ceylon) under 1800-talets andra hälft. De andra var George Turnour och Robert Caesar Childers. Vid denna tid var buddhismen missgynnad av det utländska styret och av intensivt kristet missionerande. Det var emellertid ett krav på brittiska tjänstemän att de skulle vara bekanta med landets språk, litteratur och kultur. De tre tjänstemännen bedrev därför studier under ledning av ett flertal munkar och kom att bli intresserade av buddhismen. 
Pāli Text Society grundades enligt modellen för Early English Text Society som grundats 1864. Rhys Davids påräknade ett starkt stöd från europeiskt lärda och lankesiska munkar. Arbetet med att ta fram latinska textversioner av Palikanonen gick knappast med vinst, men tryckkostnaderna finansierades av det buddhistiska prästerskapet i Sri Lanka.
Childers publicerade den första pāli-engelska ordboken 1874. Den följdes upp 1925 av en ny ordbok som i stora delar sammanställdes av T. W. Rhys Davids under 40 års tid. Den slutfördes av Rhys Davids student William Stede. En ytterligare version började sammanställas av Margaret Cone i slutet av 1900-talet, där den första delen(A-Kh) publicerades 2001.
Vid T. W. Rhys Davids bortgång 1922 hade Pāli Text Society utgivit 64 olika texter i 94 volymer på sammanlagt mer än 26 000 sidor och dessutom ett större antal vetenskapliga artiklar av europeiska forskare.

## Palmpappersprojektet
1994 påbörjade Pāli Text Society “the Fragile Palm Leaves project” ett projekt för att skanna, katalogisera och bevara buddhistiska manuskript på palmpapper.  Palmpappret erhålls genom att längdsegment av talipot- eller solfjäderspalmen blad skärs, varpå dessa antingen direkt eller efter kokning i mjölk eller vatten utvalsas och torkas. Före tryckpressarna och tillverkningen av västerländskt papper, var palmpapper det vanliga sättet i Sydostasien att bevara texter, inklusive palitexter.
Texter på palmpapper har framställts åtminstone sedan 500 e. Kr., men bevarade skrifter är mestadels från 1700-talet och senare, med det största antalet från 1800-talet. På grund av klimatet och papprets känslighet har äldre manuskript i regel blivit skadade eller förstörda. Under kolonialeran förstördes dessutom ett stort antal palmpappersmanuskript eller plockades isär för att säljas till västerländska samlare som dekorativa objets d'art.
Projektet formaliserades 2001 som det icke vinstdrivande Fragile Palm Leaves Foundation i Thailand.

## Presidenter i Pāli Text Society
Presidenterna i Pāli Text Society sedan grundandet:
- 1881–1922: Thomas William Rhys Davids (Grundare)
- 1922–1942: Caroline Augusta Foley Rhys Davids
- 1942–1950: William Henry Denham Rouse
- 1950–1958: William Stede
- 1959–1981: Isaline Blew Horner
- 1981–1994: Kenneth Roy Norman
- 1994–2002: Richard Gombrich
- 2002–2003: Lance Selwyn Cousins
- 2003– :  Rupert Gethin